# Thomas Röthel

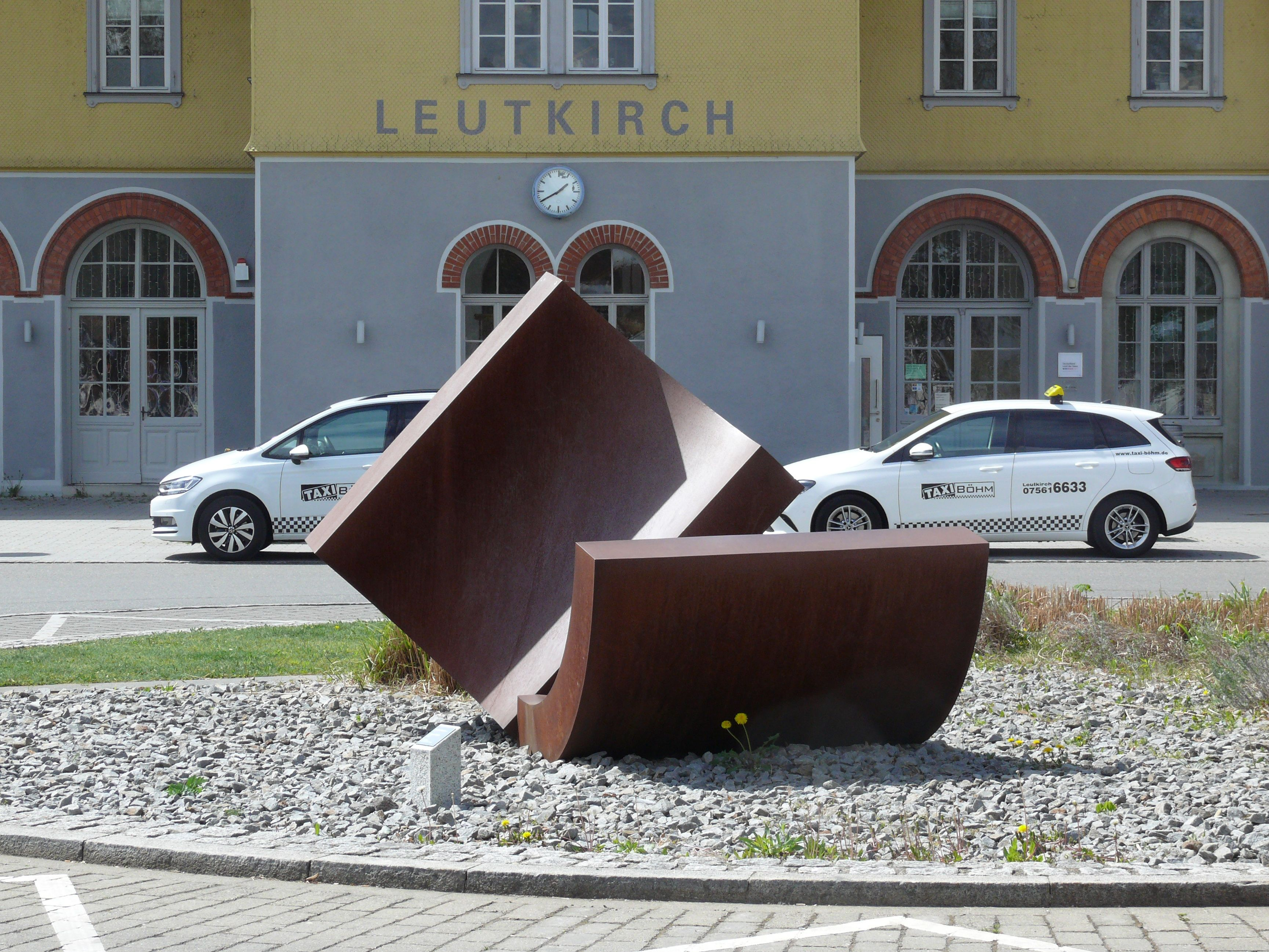
Segmentbögen (2008), Leutkirch im Allgäu

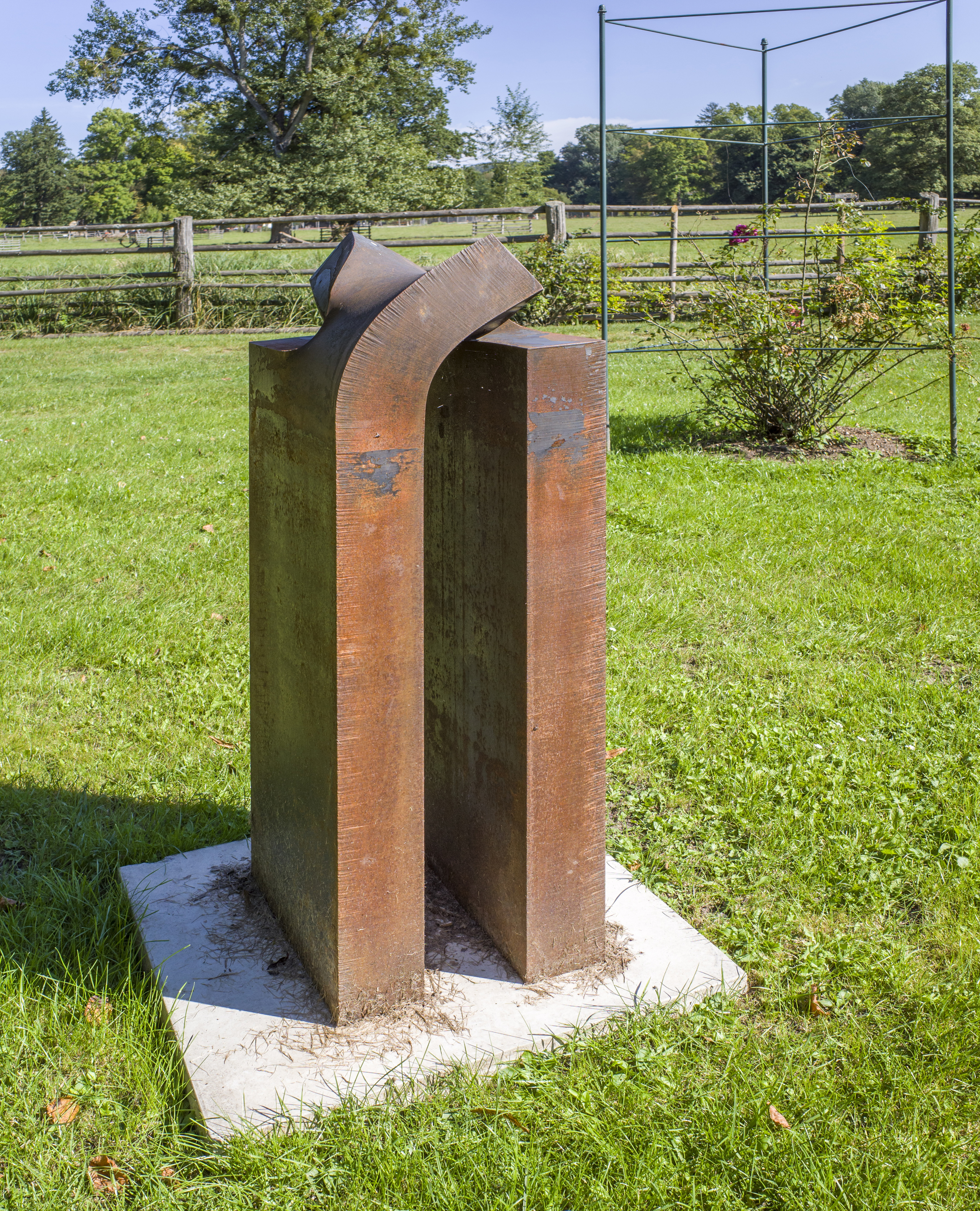
Skulptur im Wildpark Tambach (Oberfranken)

Thomas Röthel (* 1969 in Ansbach / Mittelfranken) ist ein deutscher Bildhauer.

## Leben
Nach einer Ausbildung zum Holzbildhauer von 1986 bis 1989 studierte Röthel von 1992 bis 1998 an der Akademie der Bildenden Künste Nürnberg bei Johannes P. Hölzinger. Seit 1998 ist er freischaffend tätig.
Röthel lebt und arbeitet in Oberdachstetten / Mittelfranken.

## Werk
Seit 1995 beschäftigt sich Röthel sich mit dem Material Stahl. Seine Skulpturen sind dabei – bis auf eine Serie von Segmentbögen – massiv, sie entstehen aus einer jeweils individuellen, blockförmigen Urform durch Faltungen, Schnitte, Biegungen und Drehungen im Schmiedeprozess. Etliche der größeren Arbeiten entstanden seit Anfang 2015 nicht mehr in der Atelier-Werkstatt, sondern in den Produktionshallen der SFG STEELforming GmbH in Burbach (Siegerland), mit der auch der amerikanische Bildhauer Richard Serra zusammenarbeitet.

„Der schwere Stahl, bei enormer Hitze bearbeitet, verwandelt sich unter dem künstlerischen Eingriff Röthels in oftmals filigran und fragil anmutende Skulpturen. Sie strahlen eine Dynamik und Leichtigkeit aus, welche die Schwere des Materials beinahe vergessen lassen.“

Stets lässt sich die Form der Skulptur vor dem geistigen Auge zum ursprünglichen Ausgangsformat zurückverfolgen. Bei seinen schlanken Stelen aus geschichteten Platten mit mäandrierenden Schnitten im Zentrum scheint sich eine innewohnende Energie zu entladen, die die Struktur in zackenförmige Linienbündel auffächert und vielstimmig verschränkt.
Ihre Wirkung beziehen Röthels Stahlskulpturen aus dem Aufeinandertreffen der physischen Präsenz und Haptik des Materials, der sichtbaren Spuren des archaischen Werkprozesses sowie des feinfühligen Formergebnisses.

„Teilweise erscheinen die Metallquader, trotz keinerlei Ähnlichkeit zu einem menschlichen Körper, in ihrer Haltung fast figürlich, lebendig, fühlend.“

Im Jahr 2014 begann Röthel zudem auch mit Papierarbeiten, zunächst Abdrücke von Skulpturen. In den letzten Jahren schuf Röthel Bilder aus Büttenpapier, das er mit Stahlstäben und -blöcken bearbeitet; die Arbeiten offenbaren die Verletzlichkeit, aber auch die Stärke des Papiers.

## Ausstellungen (Auswahl)
Zu den mit „K“ gekennzeichneten Ausstellungen erschien ein Katalog.
- 2022: twisted, Kamp-Lintfort, Terrassengarten Westliche Orangerie, Galerie Schürmann und Stadt Kamp-Lintfort, 14. August–9. Oktober 2022
- 2019: Thomas Röthel – Stahl & Papier, Galerie Bernd Bentler Bonn, 31. März bis 5. Mai 2019E,K
- 2018: Zwischenwelten, Kunstverein Bayreuth, Ausstellungshalle Neues Rathaus, 2. bis 29. November 2018 (mit Aja von Loeper)E,[7]
- 2017: Forum 13, Gustl G. Kirchner-Archiv im Künstlerhof Oberndorf, SchweinfurtK,[8]
- 2017: Synthesis, bromer kunst, Roggwil (mit Angela Glajcar)K,[6]
- 2017: Galerie im Fritz-Winter-Atelier, Dießen am Ammersee
- 2017: Städtische Galerie im Schloss, Isny
- 2017: Skulpturenmeile Ansbach: Stahlwelten (mit Herbert Mehler), 8. Juli bis 8. Oktober 2017K,[9]
- 2016: Galerie im Fritz-Winter-Atelier, Dießen am Ammersee
- 2016: Galerie & Kunstkabinett Corona Unger, Bremen
- 2015: Kunstverein Bad Neuheim
- 2015: Werkhallen, Remagen
- 2014: Skulpturenrundgang Insel Mainau
- 2012: Werkhallen, Rheingalerie, Bonn
- 2012: Religionspädagogisches Zentrum, Kloster HeilsbronnK
- 2011: Insel MainauE,K,[10]
- 2009: 4. Schweizer Triennale der Skulptur, Bad Ragaz
- 2009: Freitags Galerie, Solothurn
- 2008: Galerie im Venet-Haus, Neu-Ulm
- 2008: Fischerplatz Galerie, Ulm
- 2008: Präsentation von 12 Großskulpturen vor dem Eingang der Messe Dornbirn (A)
- 2006: 3. Schweizer Triennale der Skulptur, Bad Ragaz
- 2004: Ansbacher Skulpturenmeile